# Якимівська сільська рада (Нижньогірський район)
Яки́мівська сільська́ ра́да — адміністративно-територіальна одиниця та орган місцевого самоврядування в Нижньогірському районі Автономної Республіки Крим. Адміністративний центр — село Якимівка.

## Загальні відомості
- Населення ради: 2 414 особи (станом на 2001 рік)

## Населені пункти
Сільській раді підпорядковані населені пункти:
- с. Якимівка
- с. Дворіччя
- с. Лужки

## Склад ради
Рада складається з 18 депутатів та голови.
- Голова ради: Карнафель Василь Васильович
- Секретар ради: Єганова Любов Кузьмінічна

### Керівний склад попередніх скликань
| Прізвище, ім'я, по батькові  | Основні відомості                                                         | Дата обрання | Дата звільнення |
| ---------------------------- | ------------------------------------------------------------------------- | ------------ | --------------- |
| Кузьменко Тереза Іванівна    | Сільський голова, 1958 року народження, член Народної партії              | 26.03.2006   | 17.02.2009      |
| Шерфединов Рефат Бахтіярович | Сільський голова, 1976 року народження, безпартійний                      | 02.08.2009   | 31.10.2010      |
| Карнафель Василь Васильович  | Сільський голова, 1962 року народження, освіта вища, член Партії регіонів | 31.10.2010   |                 |

Примітка: таблиця складена за даними сайту Верховної Ради України

### Депутати
За результатами місцевих виборів 2010 року депутатами ради стали:

#### За суб'єктами висування
| Суб'єкт висування | Кількість обраних депутатів | %    |
| ----------------- | --------------------------- | ---- |
| Самовисування     | 17                          | 94,4 |
| Партія регіонів   | 1                           | 5,6  |

#### За округами
| № округу        | Прізвище, ім'я, по батькові    | Дата визнання обраним | Освіта  | Партійна приналежність | Відомості про обраного депутата                       |
| --------------- | ------------------------------ | --------------------- | ------- | ---------------------- | ----------------------------------------------------- |
| Партія регіонів |                                |                       |         |                        |                                                       |
| 16              | Мещерякова Надія Михайлівна    | 02.11.2010            | середня | член Партії регіонів   | пенсіонер                                             |
| Самовисування   |                                |                       |         |                        |                                                       |
| 1               | Верхогляд Олександр Васильович | 02.11.2010            | середня | позапартійний          | тимчасово не працює                                   |
| 2               | Сидоренко Галина Володимирівна | 02.11.2010            | середня | позапартійна           | Якимівська сільська рада, фахівець                    |
| 3               | Єганова Любов Кузьмінічна      | 02.11.2010            | середня | член Партії регіонів   | Якимівська сільська рада, інспектор ВУС               |
| 4               | Артемова Ірина Володимирівна   | 02.11.2010            | вища    | позапартійна           | тимчасово не працює                                   |
| 5               | Мельник Михайло Олексійович    | 02.11.2010            | середня | член Партії регіонів   | ВАТ «ТЄСАВТО», оператор АЗС                           |
| 6               | Харченко Ольга Капітонівна     | 02.11.2010            | середня | позапартійна           | селянське фермерське господарство «Гуляй-Поле», член  |
| 7               | Кривчук Микола Вікторович      | 02.11.2010            | середня | позапартійний          | селянське фермерське господарство «Кривчук», голова   |
| 8               | Сисун Валентина Василівна      | 02.11.2010            | середня | позапартійна           | Якімівська сільська амбулаторія, фельдшер             |
| 9               | Сисун Тетяна Вікторівна        | 02.11.2010            | середня | позапартійна           | Якимівська сільська рада, головний бухгалтер          |
| 10              | Косьяненко Марія Олександрівна | 02.11.2010            | середня | позапартійна           | тимчасово не працює                                   |
| 11              | Джумадінов Іслям Мудисеровіч   | 02.11.2010            | вища    | позапартійний          | приватний підприємець                                 |
| 12              | Ковалец Валерій Ростіславович  | 02.11.2010            | середня | позапартійний          | Якимівське сільське комунальне господарство, електрик |
| 13              | Муртазаева Діляра Сетжелілівна | 02.11.2010            | середня | позапартійна           | фельдшерсько-акушерський пункт, завідувачка           |
| 14              | Веліляева Ленура Іскандерівна  | 02.11.2010            | вища    | позапартійна           | тимчасово не працює                                   |
| 15              | Міметов Редван Решатович       | 02.11.2010            | середня | позапартійний          | тимчасово не працює                                   |
| 17              | Мінадієв Едім                  | 02.11.2010            | вища    | позапартійний          | пенсіонер                                             |
| 18              | Овсянніков Аркадій Григорович  | 02.11.2010            | середня | позапартійний          | пенсіонер                                             |